# Celtic Warriors
Celtic Warriors fu una franchise professionistica gallese di rugby a 15 istituita nel 2003 e che fu attiva una sola stagione, nel corso della quale disputò la Celtic League e la Heineken Cup, rispettivamente le due massime competizioni per club del Galles e d'Europa.
La franchise faceva riferimento alle aree di Pontypridd e Bridgend e divideva equamente gli incontri interni tra tali due località.
La chiusura dopo una sola stagione fu attribuita a ragioni economiche, nonostante i risultati della squadra fossero stati migliori di quella di altre franchise del Paese nella stessa annata sportiva (in Celtic League fu la seconda miglior compagine gallese su cinque in gara, e in Heineken Cup fu la migliore tra le non qualificate ai quarti di finale).

## Storia
I Warriors erano uno dei cinque team regionali del Galles. La squadra è stata fondata nell'estate del 2003 quando la federazione gallese di rugby (WRU) decise di ridurre i maggiori nove club del paese in cinque regioni, seguendo l'esempio dell'Irlanda e di paesi dell'emisfero sud, come Sudafrica, Australia e Nuova Zelanda.
Benché rappresentassero ufficialmente l'area delle valli di Mid Glamorgan, che includono Merthyr Tydfil, Aberdare, Pontypridd, Caerphilly, Maesteg and Bridgend e south Powys, i Celtic Warriors erano in pratica una combinazione di Pontypridd RFC e Bridgend RFC, club della Welsh Premier Division. Poiché Bridgend aveva vinto il campionato gallese nel 2002/03 e Pontypridd si era dimostrata molto forte, i Warriors furono considerati una delle più forti regioni gallesi.

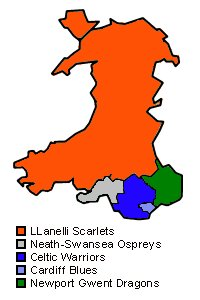
Le cinque originali regioni rugbistiche gallesi

Comunque i problemi perseguitarono la squadra fin dall'inizio, come pure accadde ai team regionali Neath-Swansea Ospreys e Newport Gwent Dragons. Ci furono abbondanti discussioni riguardo al nome della squadra, i colori sociali e lo stadio da utilizzare per gran parte dell'estate del 2003. Il nome iniziale di "Valley Ravens" fu una scelta controversa, ma era vista da molti come un buon compromesso (il soprannome dei Bridgend era Ravens, mentre i tifosi del Pontypridd erano contenti del riferimento alla valle, Valley appunto), ma ad una parte della WRU non piaceva per problemi di marketing. I nomi "The Crusaders" e "Celtic Crusaders" incontrarono ampia disapprovazione tra i fan delle due squadre, in quanto non avevano niente a che vedere con l'identità dei team. Fu infine scelto "Celtic Warriors" non attraverso un vero accordo, ma perché c'era bisogno di un nome.
Contemporaneamente alle discussioni sul nome ci furono quelle sui colori sociali e sullo stadio. Si decise infine di usare casacche blu, nere e bianche e di giocare un ugual numero di partite al Brewery Field dei Bridgend e al Sardis Road dei Pontypridd.
Durante la stagione 2003/04 la squadra giocò bene, pur essendo stata completamente costruita durante l'estate, sia nella Celtic League che nell'European Rugby Cup. Malgrado ciò, problemi finanziari portarono il Pontypridd RFC a vendere la propria quota dei Celtic Warriors al proprietario dei Bridgend, Leighton Samuel, che la regalò al WRU, una mossa che avrebbe più tardi condannato il club.

Ulteriori problemi ci furono quando Samuel decise di abbandonare lo stadio dei Pontypridd e di giocare tutte le partite a Bridgend. Questo provocò un conflitto con circa la metà dei tifosi e il pubblico, che già prima non era molto, diminuì ancora.
Durante la primavere e l'estate del 2004 Leighton Samuel avanzò e ritirò ripetutamente minacce riguardo alla vendita del club. Samuel sembrò infine accettare un'offerta della WRU, ma cambiò idea ancora una volta. Sfortunatamente la transazione fu considerata legalmente completata, e così i Warriors diventarono di proprietà totale della WRU, che decise, in modo controverso, di sciogliere il club.
Ciò che seguì fu scandaloso anche per gli standard del rugby gallese, con i giocatori che si ritrovarono senza contratto e furono costretti a cercare posto nelle quattro squadre regionali rimanenti. Alcuni di loro decisero di lasciare il Galles e si diressero verso l'Inghilterra, la Francia, l'Irlanda e l'Italia.
Come conseguenza della scomparsa dei Warriors fu formata una nuova squadra, i Celtic Crusaders, team di rugby a 13 che gioca al Brewery Field dei Bridgend. Il team è stato fondato da Leighton Samuel, che ha dichiarato che i Crusaders sono la reincarnazione dei Warriors.

## Statistiche

### Celtic League
| Stagione  | Posizione | Giocate | Vinte | Pareggiate | Perse | Bonus | Punti |
| --------- | --------- | ------- | ----- | ---------- | ----- | ----- | ----- |
| 2003/2004 | 4°        | 22      | 14    | 0          | 8     | 9     | 65    |

### Celtic Cup
| Stagione  | vs.     | Fase  | Punteggio |
| --------- | ------- | ----- | --------- |
| 2003/2004 | Glasgow | Prima | 9-19      |

### European Rugby Cup
| Stagione  | Gruppo/Fase | Pos | Giocate | Vinte | Pareggiate | Perse | Bonus | Punti |
| --------- | ----------- | --- | ------- | ----- | ---------- | ----- | ----- | ----- |
| 2003/2004 | Gruppo 6    | 2°  | 6       | 4     | 0          | 2     | 4     | 20    |

## Giocatori noti
- Brent Cockbain - Nazionale gallese, British and Irish Lions 2005
- Gareth Cooper - Nazionale gallese, British and Irish Lions 2005
- Mefin Davies - Nazionale gallese
- Chris Horsman - Nazionale gallese
- Dafydd James - Nazionale gallese, British and Irish Lions 2001
- Ryan Jones - Nazionale gallese, British and Irish Lions 2005
- Gethin Jenkins - Nazionale gallese, British and Irish Lions 2005
- Neil Jenkins - Nazionale gallese, British and Irish Lions 1997 e 2001
- Christian Loader - Nazionale gallese
- Sililo Martins - Nazionale tongano
- Maama Molitika - Nazionale tongano
- Kevin Morgan - Nazionale gallese
- Sonny Parker - Nazionale gallese
- Richard Parks - Nazionale gallese
- Robert Sidoli - Nazionale gallese
- Ceri Sweeney - Nazionale gallese
- Gareth Thomas - Nazionale gallese, British and Irish Lions 2005; record gallese di mete segnate
- Lee Thomas - Nazionale giovanile gallese
- Gareth Wyatt - Nazionale gallese